# Верхнеакбашево
Верхнеакбашево (баш. Үрге Аҡбаш) — деревня в Кушнаренковском районе Башкортостана, относится к Шариповскому сельсовету. Население на 1 января 2009 года составляло 70 человек.
Почтовый индекс — 452251, код ОКАТО — 80240890003.

## Население
| 2002 | 2009 | 2010 |
| ---- | ---- | ---- |
| 80   | ↘70  | ↗86  |

## Географическое положение
Расстояние до:
- районного центра (Кушнаренково): 22 км
- центра сельсовета (Шарипово): 3 км
- ближайшей ж/д станции (Уфа): 40 км